# The Sound of Madness
The Sound of Madness (englisch für Der Klang des Wahnsinns) ist das dritte Studioalbum der US-amerikanischen Rockband Shinedown. Es wurde am 24. Juli 2008 veröffentlicht. Die Single Second Chance machte die Band auch in Europa bekannt.

## Titelliste
1. Devour – 3:50
2. Sound of Madness – 3:54
3. Second Chance – 3:40
4. Cry for Help – 3:20
5. The Crow & the Butterfly – 4:13
6. If You Only Knew – 3:46
7. Sin with a Grin – 4:00
8. What a Shame – 4:18
9. Cyanide Sweet Tooth Suicide – 3:11
10. Breaking Inside – 3:51
11. Call Me – 3:42

## Kritik
Michael Edele von laut.de empfindet die Single Second Chance als verdammt starke, vollkommen unkitschige Ballade. Insgesamt bezeichnet er The Sound of Madness als US-Rock in seiner genehmsten Inkarnation. Laut Matthias Reichel von cdstarts.de servieren sie deftige (Hard-)Rocker mit Hitpotential ("Devour", "Sound of Madness", "Cry for Help") und saftige Balladen, die alles andere als Magerquark darstellen ("Second Chance", "What a Shame", "Call Me").

## Wissenswertes
Musikalisch ist das Album breit gefächert: Auf dem Album befinden sich ebenso Hard-Rock-Titel wie Devour und Cry for Help, aber auch ruhigere Balladen wie What a Shame und Breaking Inside, die Kritiker an Titel von Bands wie Nickelback erinnern. Außerdem erinnert The Crow and the Butterfly an Stadionrock-Größen wie Aerosmith. Der Titel Devour ist politisch geprägt, so hinterlässt er textlich kein gutes Haar an dem ehemaligen US-Präsidenten George W. Bush (Suffocate Your Own Empire und Stolen Like a Foreign Soul sowie Smash it and crash it and trash it and trash it).
Die Single Second Chance machte Shinedown auch in Europa bekannt. In Deutschland wurde das Lied als Hintergrundmusik der RTL-Werbung an Ostern gespielt.

## Kommerzieller Erfolg

### Chartplatzierungen
| ChartsChartplatzierungen       | Höchstplatzierung | Wochen |
| ------------------------------ | ----------------- | ------ |
| Österreich (Ö3)                | 70 (1 Wo.)        | 1      |
| Vereinigte Staaten (Billboard) | 8 (140 Wo.)       | 140    |

| ChartsJahrescharts (2009)      | Platzierung |
| ------------------------------ | ----------- |
| Vereinigte Staaten (Billboard) | 53          |

### Auszeichnungen für Musikverkäufe
| Land/Region                  | Auszeichnungen für Musikverkäufe (Land/Region, Auszeichnung, Verkäufe) | Verkäufe  |
| ---------------------------- | ---------------------------------------------------------------------- | --------- |
| Kanada (MC)                  | 2× Platin                                                              | 160.000   |
| Vereinigte Staaten (RIAA)    | 2× Platin                                                              | 2.000.000 |
| Vereinigtes Königreich (BPI) | Gold                                                                   | 100.000   |
| Insgesamt                    | 1× Gold · 4× Platin ·                                                  | 2.260.000 |